# Igoudar Mnabha
Igoudar Mnabha  (in arabo إيكودار منابهة‎?) è un centro abitato e comune rurale del Marocco situato nella provincia di Taroudant, regione di Souss-Massa. Conta una popolazione di 8 767 abitanti (censimento 2014).